# Arsène Né
Arsène Né est un footballeur ivoirien, né le 4 janvier 1981. Évoluant au poste de défenseur central, il fut formé à la célèbre Académie de Jean-Marc Guillou. Actif en Belgique et en Ukraine durant sa carrière, il est retraité depuis 2012.

## Carrière
- 1999 - 2001 :  ASEC Mimosas
- 2001 - 2004 :  KSK Beveren
- 2004 - 2007 :  Metalurg Donetsk
- 2007 - 2008 :  Germinal Beerschot
- 2008 - 2009 :  KAS Eupen
- 2010 - 2012 :  KSK Hasselt